# Gortyna xanthenes
Gortyna xanthenes, barrenador de la alcachofa, es una polilla de la familia Noctuidae. Fue descrita por Germar in 1842. Puede encontrarse en las islas Canarias, las islas Baleares, Córcega, Cerdeña, Sicilia y Malta. También, en general en Portugal, España, Francia, Italia y Grecia.
Las alas son de 50–60 mm de tamaño. Dorsalmente las alas muestran un diseño amarillo grisáceo con una banda oscura distal con puntos amarillos. El envés de las alas es pardo. El ciclo vital consta de una única generación por año. Los adultos pueden verse desde octubre hasta mediados de noviembre.
La larva es una plaga de las alcachoferas. Las larvas penetran a través de los nervios foliares, desde donde realizan galerías hasta los tallos y raíces donde finalmente pupan.